# Марсіанські сферули

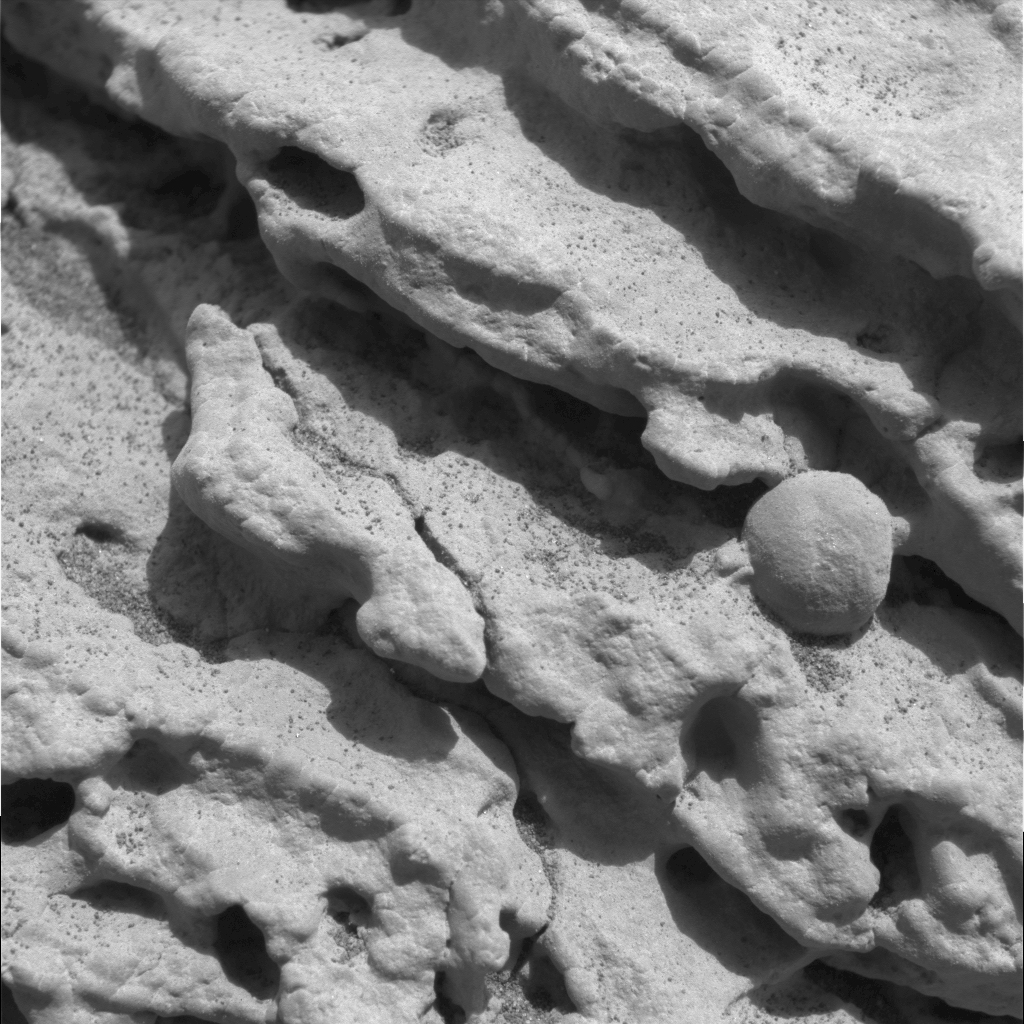
Сферули все ще перебувають у тих шарах, з яких вони походять

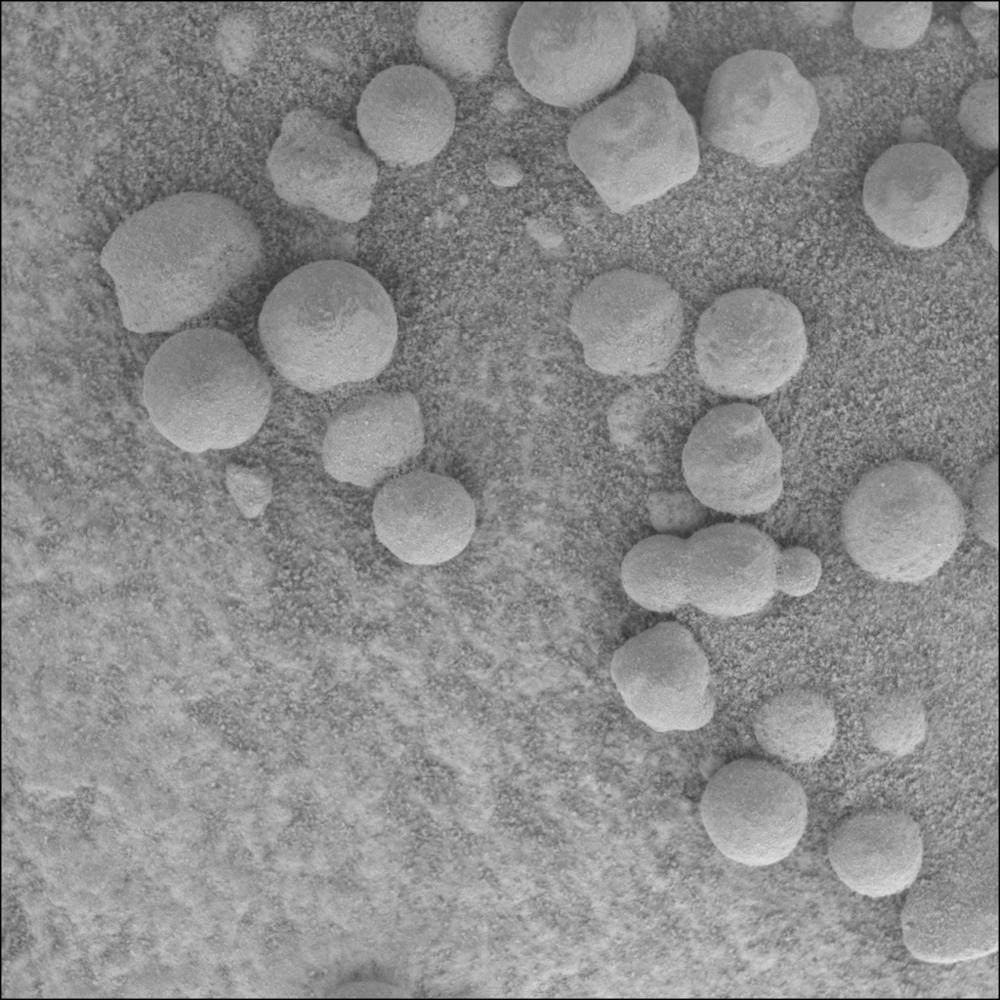
Фото марсіанських сферул.

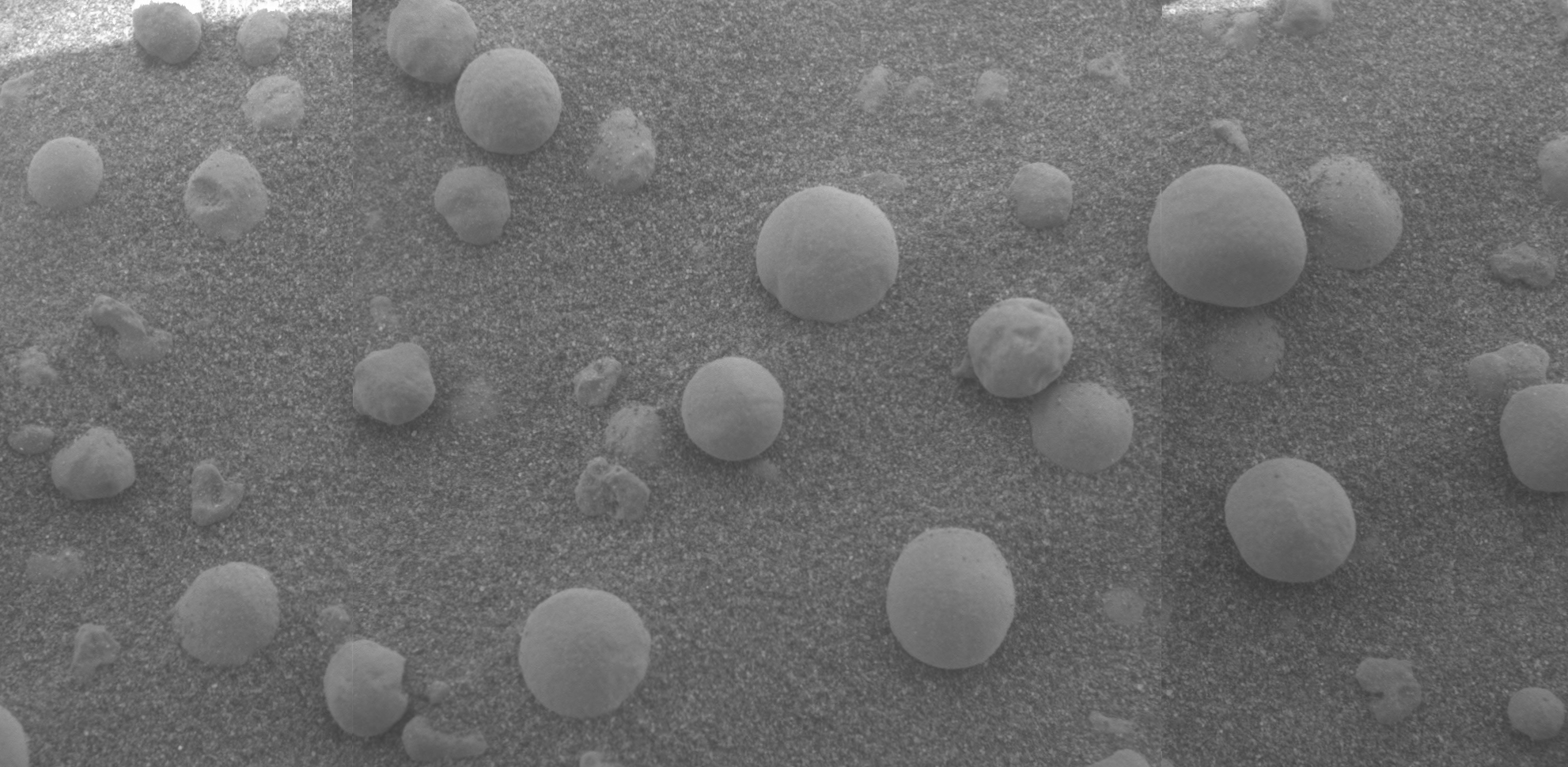
Мозаїка демонструє окремі сферули, частково вбудовані в матрицю, поширені на поверхні шару (дрібніших) зерен ґрунту.

Марсіанські сферули (також відомі як «чорниці» (англ. blueberries) через синюватий відтінок на знімках у хибних кольорах, що були випущені НАСА) — це досить численні сферичні гематитові включення, виявлені марсоходом «Оппортьюніті» на Плато Меридіана на планеті Марс. Їх знаходять in situ, вбудованими в евапоритові матриці із сульфатних солей, а іноді й відокремленими на поверхні.
Сама по собі форма цих утворень не проливає однозначне світло на їхнє походження. Як сказав доктор Геп Мак-Свіден, член наукової команди марсохода «Оппортьюніті» із університету Теннессі, Ноксвілл, — «Є цілий набір безпосередніх геологічних процесів, що можуть викликати утворення округлих форм». До таких процесів можна віднести підводну акрецію, однак наявність пор у сферулах свідчать про можливість альтернативних способів утворення через удари метеороїдів чи вулканічні виверження, які, за словами доктора Мак-Свідена, є більш ймовірними.
Наприклад, на Місяці, Аполлон-12 в Океані Бур та Аполлон-14 у Морі Дощів (темний кратер, який займає значну частину лицьового боку Місяця), знайшли схожі сферули у зразках місячного ґрунту. Розмірами вони варіювалися від менш ніж 100 мікрометрів до більш ніж 250 мікрометрів, а їхні властивості відповідали тим, які й очікувалося побачити при утворенні внаслідок метеоритних зіткнень.
«Ми бачимо ці дивні округлі об'єкти, які ми звемо „сферулами“, що вигулькують зі скельного оголення, наче чорниці на поверхні мафіна. Оголення зазнає ерозії під дією вітру з піском, а самі сферули (які, схоже, краще протистоять ерозії, аніж решта оголення) випадають з нього і скочуються вниз по схилу. Дивно.» — сказав доктор Стів Сквайрес. За його словами (з прес-конференції, що відбулася 9 лютого), ці сфери могли утворитися тоді, коли розплавлені породи розпилювалися в повітря внаслідок вулканічної діяльності чи метеоритного удару. Або ж вони могли бути конкреціями, чи акумульованим матеріалом, що сформувався із мінералів, які походять із розчинів при просочуванні води крізь породу.
Сферули можна виявити не лише на поверхні, а й глибше у марсіанському ґрунті. Різниця між ними та тими, які вже були знайдені на поверхні, була у їхній дуже блискучій поверхні, яка створювала сильні, сліпучі відблиски, які надавали цим кулькам яскравого, наче відполірованого вигляду. 2 березня науковці місії «Оппортьюніті» повідомили про проведення оцінювання поширення сферул у скельній основі. Вони виявили, що сферули поширюються назовні рівномірно та нерівномірно всередині окремих скель, але не в окремих геологічних шарах. Це свідчить на користь їхнього місцевого походження, оскільки якби їхнє походження було пов'язано з періодами вулканічної активності чи метеоритних зіткнень, можна було б очікувати, що вони формуватимуть окремі шари зі сферулами, як «історичний запис» кожної такої події. Ці спостереження були додані до списку доказів існування води в рідкому стані у цій місцевості, де, як вважається, і були сформовані сферули.